# 43. Arany Málna-gála
A 43. Arany Málna-gálán (Razzies) – az Oscar-díj paródiájaként – az amerikai filmipar által 2022-ben gyártott, illetve az Amerikai Egyesült Államokban bemutatott legrosszabb filmeket, illetve azok alkotóit díjazták. A több mint 900 egyesült államokbeli és külföldi filmrajongó, kritikus, újságíró és filmes szakember G.R.A.F.-tag  jelölése alapján összeállított végleges listát január 23-án, a 2023. évi Oscarra jelöltek bejelentése előtti napon hozták nyilvánosságra. A „győztesek” kihirdetésének időpontja az Oscar-gálát megelőző napon, március 11-én történt.
A jelölt alkotások élén Andrew Dominik erősen vitatott Marilyn Monroe-életrajzi filmje, a Szöszi állt nyolc jelöléssel, de a következő napi Oscar-gálán legjobb női főszereplőnek jelölt Ana de Armas nem szerepelt közöttük. A film végül is a legrosszabb film és forgatókönyv díjakat kapta meg. Tom Hanks versenyben volt a legrosszabb férfi főszereplő díjért Geppetto szerepének megformálásáért a Disney+ élőszereplős Pinokkió című filmjében, illetve két további jelöléssel Tom Parker ezredesként az Elvis című életrajzi zenés filmben – ez utóbbiakat „megnyerte”. Ugyancsak a legrosszabb férfi főszereplő kategóriában jelölt Richard Colson Baker, művésznevén Machine Gun Kelly (MGK) is, akinek a Good Mourning című stoner vígjátéka összesen hét jelölést kapott. Közülük csupán egynek ítéltek Arany Málnát.
A jelölések egyik szereplője a viták középpontjába került, mivel a legrosszabb női főszereplő kategóriában jelölték az 1984-es Tűzgyújtó remake-jében Charlene "Charlie" McGee szerepét alakító 12 éves Ryan Kiera Armstrongot. A bírálók szerint a díj szervezői ismét átléptek egy határt, – mivel hasonlóan több, a múltban jelölt film esetében – újra kitettek egy gyereket a zaklatás megnövekedett kockázatának. A Razzies alapítója, John J. B. Wilson előbb azt nyilatkozta, hogy a dühös bírálatok talán némileg indokoltak, de szerinte túlzottak, majd elismerve, hogy „ebben a konkrét esetben úgy tűnik, nagyon rosszul léptünk”, elnézést kérve bejelentette, hogy a végső szavazás listájáról leveszik a jelölt nevét. A törölt Armstrong helyett Razzies-ék saját magukat tették fel a végső listára, ami földcsuszamlásszerű megszavazásukat eredményezte. A díjátadó videóban – elfogadva a megaláztatást – „Razz Berry” azt mondta: „A következő hibánkig hajrá!”. Azért, hogy a jövőben elkerüljék az újabb botrányokat, 18 éves korhatárt vezettek be a jelölésekre.

## Az Arany Málna-szezon menetrendje
A díjátadó menetrendjét 2018. december 26-án hozták nyilvánosságra.
| Dátum             | Esemény                                                   |
| ----------------- | --------------------------------------------------------- |
| 2023. január 1.   | A jelöltek kiválasztásának megkezdése e-mailen keresztül. |
| 2023. január 23.  | A jelöltekről történő szavazás lezárása.                  |
| 2023. január 23.  | A jelöltek bejelentése.                                   |
| 2023. január 24.  | A végső szavazás megkezdése e-mailen keresztül.           |
| 2023. március 11. | A 43. Arany Málna díjak „nyerteseinek” bejelentése.       |

## „Díjazottak” és jelöltek
| „Győztes” |

| Kategória | „Győztesek” és Jelöltek |
| --- | ----------------------- |
| Legrosszabb film |                         |
| Szöszi, producer: Dede Gardner, Jeremy Kleiner és Brad Pitt (Netflix)                                                                    |                         |
| A sellő és a Napkirály, producer: David Brookwell, Paul Currie, Wei Han, James Pang Hong és Sean McNamara (Gravitas Ventures)            |                         |
| Good Mourning, producer: Chris Long, Machine Gun Kelly, Jib Polhemus és Mod Sun (Open Road Films)                                        |                         |
| Morbius, producer: Avi Arad, Lucas Foster és Matt Tolmach (Columbia)                                                                     |                         |
| Pinokkió (Pinocchio), producer: Derek Hogue, Andrew Milano, Chris Weitz és Robert Zemeckis (Disney+)                                     |                         |
| Legrosszabb előzményfilm, remake, koppintás vagy folytatás                                                                               |                         |
| Pinokkió, producer: Derek Hogue, Andrew Milano, Chris Weitz és Robert Zemeckis (Disney+)                                                 |                         |
| 365 nap: Ma, valamint 365 nap: Egy újabb nap, producer: Barbara Białowąs, Tomasz Mandes (The Next 365 Days)                              |                         |
| Jurassic World: Világuralom, producer: Frank Marshall, Patrick Crowley (Universal)                                                       |                         |
| Szöszi, producer: Dede Gardner, Jeremy Kleiner és Brad Pitt (Netflix)                                                                    |                         |
| Tűzgyújtó, producer: Jason Blum, Akiva Goldsman (Universal)                                                                              |                         |
| Legrosszabb férfi főszereplő |                         |
| Jared Leto – Morbius, mint Dr. Michael Morbius                                                                                           |                         |
| Pete Davidson (hangja) – Marmaduke, mint Marmaduke                                                                                       |                         |
| Tom Hanks – Pinokkió, mint Geppetto |                         |
| Machine Gun Kelly – Good Mourning, mint London Clash                                                                                     |                         |
| Sylvester Stallone – Szamaritánus, mint Joe Smith / Szamaritánus / Nemesis                                                               |                         |
| Legrosszabb női főszereplő |                         |
| A Razzies önmaga – a 43. legrosszabb színésznő jelöléssel elkövetett baklövése miatt                                                     |                         |
| Ryan Kiera Armstrong – Tűzgyújtó, mint Charlene "Charlie" McGee                                                                          |                         |
| Bryce Dallas Howard – Jurassic World: Világuralom, mint Claire Dearing                                                                   |                         |
| Diane Keaton – Hirtelen 70, mint Mackenzie "Mack" Martin / Rita                                                                          |                         |
| Kaya Scodelario – A sellő és a Napkirály, mint Marie-Josèphe                                                                             |                         |
| Alicia Silverstone – The Requin, mint Jaelyn                                                                                             |                         |
| Legrosszabb férfi mellékszereplő |                         |
| Tom Hanks – Elvis, mint Tom Parker ezredes                                                                                               |                         |
| Pete Davidson – Good Mourning, mint Berry                                                                                                |                         |
| Xavier Samuel – Szöszi, mint Charles "Cass" Chaplin Jr.                                                                                  |                         |
| Mod Sun – Good Mourning, mint Dylan |                         |
| Evan Williams – Szöszi, mint Edward G. "Eddy" Robinson Jr.                                                                               |                         |
| Legrosszabb női mellékszereplő |                         |
| Adria Arjona – Morbius, mint Martine Bancroft                                                                                            |                         |
| Fan Bingbing – 355, valamint A sellő és a Napkirály, mint Lin Mi Sheng és Sellő                                                          |                         |
| Lorraine Bracco (hangja) – Pinokkió, mint Sofia                                                                                          |                         |
| Penélope Cruz – 355, mint Graciela Rivera                                                                                                |                         |
| Mira Sorvino – Lamborghini: The Man Behind the Legend, mint Annita                                                                       |                         |
| Legrosszabb filmes páros |                         |
| Tom Hanks és az ő latexes arca (meg a nevetséges akcentusa) – Elvis                                                                      |                         |
| Mindkét valódi élő karakter a Fehér Ház hamis hálószoba-jelenetében – Szöszi                                                             |                         |
| Andrew Dominik és a nőkkel kapcsolatos problémái – Szöszi                                                                                |                         |
| Machine Gun Kelly és Mod Sun – Good Mourning                                                                                             |                         |
| A két 365 nap -folytatás (365 nap: Ma és 365 nap: Egy újabb nap)                                                                         |                         |
| Legrosszabb rendező |                         |
| Machine Gun Kelly és Mod Sun – Good Mourning                                                                                             |                         |
| Judd Apatow – A buborék |                         |
| Andrew Dominik – Szöszi |                         |
| Daniel Espinosa – Morbius |                         |
| Robert Zemeckis – Pinokkió |                         |
| Legrosszabb forgatókönyv |                         |
| Szöszi – írta: Andrew Dominik; Joyce Carol Oates azonos című regénye alapján                                                             |                         |
| Good Mourning – írta: Machine Gun Kelly és Mod Sun                                                                                       |                         |
| Jurassic World: Világuralom – írta: Emily Carmichael és Colin Trevorrow; Colin Trevorrow és Derek Connolly ötlete alapján                |                         |
| Morbius – írta: Matt Sazama és Burk Sharpless                                                                                            |                         |
| Pinokkió – írta: Robert Zemeckis és Chris Weitz; az 1940-es Disney animációs film és Carlo Collodi Pinokkió kalandjai című műve alapján. |                         |
| Arany Málna-megváltó díj |                         |
| Colin Farrell, aki Nagy Sándor, a hódító alakításától felemelkedett A sziget szellemeiben nyújtott teljesítményig                        |                         |
| Val Kilmer, aki a Dr. Moreau szigetéről eljutott a Val című dokumentumfilmig                                                             |                         |
| Mark Wahlberg, aki a Transformer-filmektől eljutott a Stuart atya főhősének megformálásáig                                               |                         |

### A kategóriákban előforduló filmek
A legrosszabb női főszereplő, valamint az Arany Málna-megváltó díj kategória „nyertesei” kivételével.
| Jelölés | Díj | Magyar cím                  | Eredeti cím                            |
| ------- | --- | --------------------------- | -------------------------------------- |
| 8       | 2   | Szöszi                      | Blonde                                 |
| 7       | 1   | –––                         | Good Mourning                          |
| 6       | 1   | Pinokkió                    | Pinocchio                              |
| 5       | 2   | Morbius                     | Morbius                                |
| 3       | 0   | A sellő és a Napkirály      | Gravitas Ventures                      |
| 3       | 0   | Jurassic World: Világuralom | Jurassic World Dominion                |
| 2       | 0   | 355                         | The 355                                |
| 2       | 0   | 365 nap: Egy újabb nap      | The Next 365 Days                      |
| 2       | 0   | 365 nap: Ma                 | 365 Days: This Day                     |
| 2       | 2   | Elvis                       | Elvis                                  |
| 1       | 0   | A buborék                   | The Bubble                             |
| 1       | 0   | Hirtelen 70                 | Mack & Rita                            |
| 1       | 0   | –––                         | Lamborghini: The Man Behind the Legend |
| 1       | 0   | –––                         | Marmaduke                              |
| 1       | 0   | Szamaritánus                | Samaritan                              |
| 1       | 0   | –––                         | The Requin                             |
| 1       | 0   | Tűzgyújtó                   | Firestarter                            |